# Клин Шавгулідзе
Клин Шавгулі́дзе — диверсійний засіб для вчинення аварій ворожих потягів. Розроблений інженером шляхів сполучення грузинського походження Тенгізом Шавгулідзе під час Другої світової Війни. Активно використовувався радянськими партизанами для пуску під укіс німецьких потягів. Метод вчинення аварій потягів за допомогою клина Шавгулідзе має ряд вагомих переваг перед підривом потягів зарядами вибухівки, мало не найсуттєвішою перевагою є велика шкода складу ворожого потяга внаслідок планомірного пуску багатьох вагонів потяга під укіс. Серед інших переваг Клина Шавгулідзе: легкість виготовлення з підручних матеріалів, легкість маскування, важкість ідентифікації як зброї, неможливість пошуку клина пошуковими собаками. Проте є і недоліки — це значна нероздільна вага клина, що становила приблизно 20 кілограм (для порівняння набір для підриву потяга зазвичай важить 3—10 кілограм і легко «розділяється» між кількома бійцями). На встановлення клина необхідно кілька хвилин.